# Начальник штаба обороны (Канада)
Нача́льник шта́ба оборо́ны (англ. Chief of the Defence Staff, CDS, фр. Chef d'état-major de la défense) — второй по старшинству начальник Канадских вооружённых сил, возглавляет Совет вооружённых сил, непосредственно отвечает за контроль, командование и управление вооружёнными силами, а также за военную стратегию, планы и требования.

## Звание и должность командующего
Начальник штаба обороны по старшинству следует сразу за главнокомандующим Канадскими вооружёнными силами, который назначает начальника и даёт ему свои приказы. Тем не менее, на практике главнокомандующий — канадский монарх, представленный генерал-губернатором,— действует обычно лишь по совету своего министра короны, то есть начальник подчиняется непосредственно министру национальной обороны.
До 1964 г. существовала должность начальника штаба ВМС, возглавлявшего военно-морские силы Канады, начальника общего штаба, возглавлявшего Канадскую армию и начальника штаба ВВС, возглавлявшего ВВС Канады. Должность председателя комитета начальников штабов давала свободу координации, хотя он не имел полномочий командования и контроля, в отличие от появившейся впоследствии должности начальника штаба.
В 1964 г. должности председателя комитета начальников штабов и начальников трёх родов войск были упразднены и заменены должностью начальника штаба. С тех пор начальник отвечал за четыре основных приоритета с многочисленными задачами: во-первых, проведение операций, включая успешное осуществление внутренних и международных операций, защиту вооружённых сил с помощью совершенствование управления риском, обеспечение соответствия военного набора уровню, требуемому для поддержания оперативных сил в полной готовности к выполнению своих обязательств. Во-вторых, начальник должен расширять регулярные вооружённые силы и резерв для соблюдения международных и внутренних обязательств, то есть управлять Призывной группой Канадских вооружённых сил, для того чтобы рационализировать процесс зачисления на военную службу новых служащих. Третий приоритет — обеспечивать выполнение национальной оборонной стратегии, определённой королевой в совете, включая приобретение нового оборудования и укрепление дипломатических отношений через ООН, Организация Североатлантического договора и Командование воздушно-космической обороны Северной Америки. Наконец, начальник должен обеспечивать выполнение программы вооружённых сил по оптимизации использования ресурсов.
Начальник штаба также является председателем Совещательного комитета Канадских вооружённых сил по наградам. Этот значит, что начальник штаба ex officio является членом и главным командиром ордена «За военные заслуги». В частности, начальник штаба официально выражает благодарность начальника штаба обороны (фр. Mention élogieuse du Chef d'état-major de la Défense) в виде золотой планки, на которой расположены три кленовых листа, от имени всех вооружённых сил.
В 2011 году Морскому командованию, Командованию сухопутных войск, и Авиационному командованию были возвращены оригинальные имена, они стали Королевским канадским военно-морским флотом, Армией Канады, и Королевскими военно-воздушными силами Канады, соответственно. Командующий Королевским канадским военно-морским флотом, Командующий Армией Канады, Командующий Королевскими военно-воздушными силами Канады подчиняются начальнику штаба обороны, а не министру национальной обороны, как это было до 1964 года.